# Провулок Нечуя-Левицького (Київ)
Провулок Нечуя-Левицького — провулок у Солом'янському районі міста Києва, місцевість Олександрівська слобідка. Пролягає від вулиці Нечуя-Левицького до тупика.

## Історія
Провулок виник у середині ХХ століття під назвою Левицького.
Сучасна назва з 1955 року на честь українського письменника Івана Нечуя-Левицького